# برنارد لارشون
برنارد لارشون (انگلیسی: Bernhard Larsson; ۱۴ اوت ۱۸۷۹ – ۱ اوت ۱۹۴۷) تیرانداز اهل سوئد بود.
وی در مسابقات کشوری و بین‌المللی در مجموع برندهٔ ۱ مدال طلا، ۱ مدال برنز شده‌است.